# Myoictis wavica
Myoictis wavica is een roofbuideldier uit het geslacht van de gestreepte buidelmarters. De wetenschappelijke naam van de soort werd voor het eerst geldig gepubliceerd door George Henry Hamilton Tate in 1947.

## Kenmerken
Deze soort verschilt van andere gestreepte buidelmarters doordat de haren op de staart slechts kort zijn. De rugvacht is grijsbruin; tussen de drie zwarte rugstrepen die karakteristiek zijn voor het geslacht is de vacht lichter. M. wavicus is ook kleiner dan de andere soorten. De kop-romplengte bedraagt 165 tot 175 mm, de achtervoetlengte 33,0 tot 36,0 mm en het gewicht 110 tot 134 gram. Vrouwtjes hebben 4 mammae.

## Voorkomen
De soort komt voor in de omgeving van Wau in Papoea-Nieuw-Guinea, op 975 tot 1810 m hoogte aan de noordkant van de Centrale Cordillera. 
Myoictis leucura · Noordelijke gestreepte buidelmarter (Myoictis melas) · Myoictis wallacii · Myoictis wavica